# Ekonomiåret 1975

## Händelser

### Mars
- 21 mars - Broströmskoncernen beslutar att lägga ner verksamheten med fartygen Sverige med fartygen M/S Gripsholm (1957) och M/S Kungsholm.[1]

### Okänt datum
- Den internationella Stålkrisen drabbas Sverige med full kraft, och Norrbottens Järnverk noteras för rekordförlust.[1]

## Bildade företag
- 4 april – Microsoft, amerikanskt datorföretag.
- Fermenta, svenskt bioteknikföretag.

## Uppköp
- Wega,  tysk radio- och TV-tillverkare köps upp av Sony.
- Williams förlag, svenskt bok- och serieförlag köps upp av Semic.

## Priser och utmärkelser
- 10 december - Sveriges Riksbanks pris i ekonomisk vetenskap till Alfred Nobels minne: Delat pris mellan Leonid Kantorovich, Sovjetunionen och Tjalling Koopmans, Nederländerna[2]

## Födda
- 25 mars – Karl-Johan Persson, VD för Hennes & Mauritz.
- 20 juni – Vladimir Antonov, rysk affärsman.
- Christina Saliba, svensk företagsledare.

## Avlidna
- 15 mars - Aristoteles Onassis, 69, grekisk skeppsredare.[1]

### Fotnoter
1. 1 2 3   Ett folk på marsch 1960-1977. Bonnier
2. ↑  ”All Nobel Prizes” (på engelska). Nobelpriset. http://www.nobelprize.org/nobel_prizes/lists/all/index.html. Läst 19 augusti 2012.